# België op de Olympische Zomerspelen 1920
België was de gastheer van de Olympische Zomerspelen 1920 in Antwerpen. Met 36 medailles waren de Belgen erg succesvol.

## Medaillewinnaars
| Sport         | Olympiër                                                                             | Discipline                            | Medaille |
| ------------- | ------------------------------------------------------------------------------------ | ------------------------------------- | -------- |
| Boogschieten  | Edmond Cloetens                                                                      | vast vogeldoel, grote vogel (m)       | Goud     |
| Boogschieten  | Edmond Cloetens                                                                      | vast vogeldoel, kleine vogel (m)      | Goud     |
| Boogschieten  | landenteam                                                                           | vast vogeldoel, grote vogel team (m)  | Goud     |
| Boogschieten  | landenteam                                                                           | vast vogeldoel, kleine vogel team (m) | Goud     |
| Boogschieten  | Hubert Van Innis                                                                     | bewegend vogeldoel 28m (m)            | Goud     |
| Boogschieten  | Hubert Van Innis                                                                     | bewegend vogeldoel 33m (m)            | Goud     |
| Boogschieten  | landenteam                                                                           | bewegend vogeldoel 33m team (m)       | Goud     |
| Boogschieten  | landenteam                                                                           | bewegend vogeldoel 50m team (m)       | Goud     |
| Gewichtheffen | Frans De Haes                                                                        | vedergewicht (m)                      | Goud     |
| Paardensport  | Daniel Bouckaert                                                                     | voltige                               | Goud     |
| Paardensport  | landenteam                                                                           | voltige team                          | Goud     |
| Voetbal       | Olympisch elftal *                                                                   | mannen                                | Goud     |
| Wielrennen    | Henry George                                                                         | 50 km baanrace (m)                    | Goud     |
| Zeilen        | Émile Cornellie Florimond Cornellie Frédéric Bruynseels                              | 6m-klasse                             | Goud     |
| Boogschieten  | Louis van de Perck                                                                   | vast vogeldoel, grote vogel (m)       | Zilver   |
| Boogschieten  | Louis van de Perck                                                                   | vast vogeldoel, kleine vogel (m)      | Zilver   |
| Boogschieten  | Hubert Van Innis                                                                     | bewegend vogeldoel 50m (m)            | Zilver   |
| Boogschieten  | landenteam                                                                           | bewegend vogeldoel 28m team (m)       | Zilver   |
| Gewichtheffen | Louis Williquet                                                                      | lichtgewicht (m)                      | Zilver   |
| Paardensport  | André Coumans Herman de Gaiffier d'Hestroy Henri Laame Herman d'Oultromont           | springconcous team                    | Zilver   |
| Schermen      | landenteam                                                                           | degen team (m)                        | Zilver   |
| Schietsport   | landenteam                                                                           | kleiduiven team (m)                   | Zilver   |
| Turnen        | landenteam                                                                           | Europees systeem                      | Zilver   |
| Waterpolo     | Olympisch team *                                                                     | mannen                                | Zilver   |
| Zeilen        | Charles van den Bussche Léon Huybrechts John Klotz                                   | 6m-klasse (1919)                      | Zilver   |
| Boogschieten  | Firmin Flamand                                                                       | vast vogeldoel, grote vogel (m)       | Brons    |
| Boogschieten  | Joseph Hermans                                                                       | vast vogeldoel, grote vogel (m)       | Brons    |
| Gewichtheffen | Georges Rooms                                                                        | lichtgewicht (m)                      | Brons    |
| Hockey        | Olympisch team *                                                                     | mannen                                | Brons    |
| Paardensport  | Louis Finet                                                                          | voltige                               | Brons    |
| Paardensport  | Jules Bonvalet Oswald Lints Jacques Misonne Roger Moeremans d'Emaüs                  | military team                         | Brons    |
| Touwtrekken   | landenteam *                                                                         | mannen                                | Brons    |
| Turnen        | Olympisch team *                                                                     | Zweeds systeem (m)                    | Brons    |
| Wielrennen    | Albert De Bunne André Vercruysse Bernard Janssens Albert Wyckmans                    | tijdrit team (m)                      | Brons    |
| Zeilen        | Willy de l'Arbre Albert Grisar Georges Hellebuyck Léopold Standaert Henri Weewauters | 8m-klasse (1919)                      | Brons    |
| Zwemmen       | Gerard Blitz                                                                         | 100m rug (m)                          | Brons    |

## Deelnemers & Resultaten
N.B. Lijst is niet compleet
Volgens het officiële rapport van de Olympische Spelen 1920 hebben er 1945 deelnemers aan deze editie deelgenomen, waaronder 1648 (!) in de gymnastiek (turnen).

### Atletiek
Aan de atletiekwedstrijden (inclusief één deelnemer bij de tienkamp -in het officiële rapport nog als een aparte sport opgenomen- en acht bij het touwtrekken) namen 49 deelnemers deel, waarvan er 40 namen te herleiden zijn.
| Olympiër                                                                                            | Discipline             | Resultaat    | Prestatie |
| --------------------------------------------------------------------------------------------------- | ---------------------- | ------------ | --- |
| Paul Brochart                                                                                       | 100 m                  | halve finale | series (7): 1e 11,4 KF (5): 2e HF (2): 4e |
| Paul Brochart                                                                                       | 200 m                  | kwart finale | series (4): 1e 23,4 KF (5): 2e |
| Marcel Gustin                                                                                       | 100 m                  | series       | series (1): 3e |
| Marcel Gustin                                                                                       | 200 m                  | series       | series (3): 2e |
| Julien Lehouck                                                                                      | 100 m                  | series       | series (12): 4e |
| Jean Lefebvre                                                                                       | 100 m                  | series       | series (11): 5e |
| Max Houben                                                                                          | 200 m                  | series       | series (7): 2e |
| François Morren                                                                                     | 400 m                  | kwartfinale  | series (10): 1e 51,6 KF (1): 4e |
| Omer Corteyn                                                                                        | 400 m                  | kwartfinale  | series (9): 1e 52,2 KF (3): 5e |
| Jules Migeot                                                                                        | 400 m                  | series       | |
| Joseph Vander Wee                                                                                   | 800 m                  | series       | series (1): 5e |
| Henri Godding                                                                                       | 800 m                  | series       | series (5): 6e |
| Jean Delarge                                                                                        | 800 m                  | series       | serie (4) |
| Leonce Oleffe                                                                                       | 800 m                  | series       | series (2): 7e |
| Leonce Oleffe                                                                                       | 1500 m                 | series       | series (3) |
| Leon Fourneau                                                                                       | 1500 m                 | finale       | series (4): 3e F: 9e |
| Theophile Roeckaert                                                                                 | 1500 m                 | series       | series (2) |
| Lucien Bangels                                                                                      | 1500 m                 | series       | series (1) |
| Julien Van Campenhout                                                                               | 5000 m                 | series       | series (2): 2e |
| Julien Van Campenhout                                                                               | 10.000 m veldloop      | 7e           | finale: 28,00 |
| Pierre Trullemans                                                                                   | 5000 m                 | series       | series (1) |
| Pierre Trullemans                                                                                   | 10.000 m veldloop      | 41e          | finale |
| François Vyncke                                                                                     | 5000 m                 | series       | series (3) |
| François Vyncke                                                                                     | 10.000 m veldloop      | 37e          | finale |
| Henri Smets                                                                                         | 5000 m                 | series       | series (4) |
| Henri Smets                                                                                         | 10.000 m veldloop      | 33e          | finale |
| Pierre Devaux                                                                                       | 10.000 m               | series       | series (1) |
| Aimé Proot                                                                                          | 10.000 m               | series       | series (2) |
| Aimé Proot                                                                                          | 10.000 m veldloop      | 36e          | finale |
| Powell (René Joannes)                                                                               | 110 m horden           | series       | series (3) |
| Powell (René Joannes)                                                                               | polsstokhoogspringen   | 13e          | 3,30 m |
| Powell (René Joannes)                                                                               | tienkamp               | 11e          | 5091.20 punten 619.20: 100 m (12,2) 590.85: verspringen (5.83 m) 414.00: kogelstoten (9.47 m) 468.00: hoogspringen (1.55 m) 691.68: 400 m (56,2) 715.00: 100 m horden (18,0) 357.04: discuswerpen (28.29 m) 433.00: polsstokhoogspringen (2.90 m) 137.32: speerwerpen (29.63 m) 655.20: 1500 m (4.52,6) |
| August Broos                                                                                        | marathon               | 4e           | finale 2:39.25,8 |
| Karel Melis                                                                                         | marathon               | 26e          | finale 3:00.51 |
| Oscar Blansaer                                                                                      | marathon               | 34e          | finale 3:20.00 |
| Désiré Vanremortel                                                                                  | marathon               | opgave       | finale |
| Omer Smet                                                                                           | 400 m horden           | series       | series (4) |
| Paul Brochart Max Houben Omer Smet Julien Lehouck                                                   | 4× 100 m               | series       | series (2): 4e |
| Omer Corteyn François Morren Omer Smet Jules Migeot                                                 | 4× 400 m               | 6e           | series (1): 1e finale: 6e |
| Lucien Bangels Julien Van Campenhout Joseph Otterbeen Henri Smets François Vyncke Pierre Trullemans | 3000 m team            | series       | series (4) |
| Emile Rivez                                                                                         | 10.000 m veldloop      | 42e          | finale |
| landenteam *                                                                                        | 10.000 m veldloop team | 6e           | 48 punten |
| * Julien Van Campenhout, Henri Smets, Aimé Proot François Vyncke, Pierre Trullemans, Emile Rivez    |                        |              | |
| Jean Seghers                                                                                        | 3 km snelwandelen      | 9e           | series (1): 6e finale |
| Jean Seghers                                                                                        | 10 km snelwandelen     | 7e           | series (1): 6e finale |
| Paul Verlaeckt                                                                                      | 3 km snelwandelen      | series       | series (1): 7e |
| Paul Verlaeckt                                                                                      | 10 km snelwandelen     | series       | series (1): gediskwalificeerd |
| Charles Wiggers                                                                                     | 3 km snelwandelen      | series       | series (2): 9e |
| Charles Wiggers                                                                                     | 10 km snelwandelen     | series       | series (2): gediskwalificeerd |
| Antoine Doyen                                                                                       | 10 km snelwandelen     | 8e           | series (2): 6e finale |
| Georges Henrion                                                                                     | hoogspringen           | kwalificatie | kwalificatie: 1,70 m |
| Jean Mahy                                                                                           | hoogspringen           | kwalificatie | kwalificatie: 1,65 m |
| Jean Hénault                                                                                        | hoogspringen           | kwalificatie | kwalificatie: 1,65 m |
| Henri De Bruyne                                                                                     | verspringen            | kwalificatie | kwalificatie: 6,200 m |
| Jean Lefebvre                                                                                       | verspringen            | kwalificatie | kwalificatie: 5,790 m |
| Julien Lehouck                                                                                      | verspringen            | kwalificatie | kwalificatie: 5,769 m |
| Gustaaf Wuyts                                                                                       | kogelstoten            | kwalificatie | kwalificatie: 11,045 m |
| Leon Pottier                                                                                        | kogelstoten            | kwalificatie | kwalificatie: 10,100 m |
| Arthur De Laender                                                                                   | discuswerpen           | kwalificatie | kwalificatie: 32,000 m |
| Arthur De Laender                                                                                   | speerwerpen            | kwalificatie | kwalificatie: 36,25 m |
| Adolf Hauman                                                                                        | speerwerpen            | kwalificatie | kwalificatie: 42,58 m |
| Emile Muller                                                                                        | speerwerpen            | kwalificatie | kwalificatie: 40,24 m |
| Jean Lefebvre                                                                                       | speerwerpen            | kwalificatie | kwalificatie: 39,00 m |

### Boksen
Aan de bokswedstrijden namen 14 deelnemers deel, waarvan er 9 namen te herleiden zijn.
| Olympiër           | Discipline   | Resultaat | Prestatie |
| ------------------ | ------------ | --------- | --- |
| Jules Androt       | -50,8kg (m)  | 9e        | 1e ronde: V van USA Zivic                                                                                     |
| Joseph Charpentier | -50,8kg (m)  | 5e        | 1e ronde: W van NOR Kjellberg kwartfinale: V van FRA Albert                                                   |
| Alfons Bouwens     | -53,52kg (m) | 9e        | 1e ronde: V van RSA Walker                                                                                    |
| Henri Hébrants     | -53,52kg (m) | 4e        | 1e ronde: vrij kwartfinale: W van USA Vogel halve finale: V van CAN Graham bronzen finale: V van GBR McKenzie |
| Philippe Bovy      | -57,15kg (m) | 5e        | 1e ronde: vrij 2e ronde: W van NED Hesterman kwartfinale: V van FRA Gauchet                                   |
| Roger Vincken      | -57,15kg (m) | 9e        | 1e ronde: vrij 2e ronde: V van ITA Garzena                                                                    |
| Jean Neys          | -61,24kg (m) | 9e        | 1e ronde: V van DEN Johansen                                                                                  |
| Julien van Muyzen  | -61,24kg (m) | 5e        | 1e ronde: W van ITA Giunchi kwartfinale: V van RSA Beland                                                     |
| René De Smet       | -66,68kg (m) | 9e        | 1e ronde: vrij 2e ronde: V van DEN Suhr                                                                       |
| Georges Werll      | -66,68kg (m) | 9e        | 1e ronde: vrij 2e ronde: V van USA Clark                                                                      |
| Antoine Masson     | -72,57kg (m) | 9e        | 1e ronde: vrij 2e ronde: V van CAN Prudhomme                                                                  |
| Georges Simonon    | -72,57kg (m) | 17e       | 1e ronde: V van FRA Dortet                                                                                    |
| Victor Creusen     | -79,38kg (m) | 5e        | 1e ronde: vrij kwartfinale: V van USA Spengler                                                                |

### Boogschieten
Aan het boogschieten namen 14 deelnemers deel.
| Olympiër | Discipline                            | Resultaat | Prestatie   |
| --- | ------------------------------------- | --------- | ----------- |
| Edmond Cloetens | vast vogeldoel, grote vogel (m)       | Goud      | 13 punten   |
| Firmin Flamand | vast vogeldoel, grote vogel (m)       | Brons     | 7 punten    |
| Joseph Hermans | vast vogeldoel, grote vogel (m)       | 5e        | 5 punten    |
| Louis Van De Perck | vast vogeldoel, grote vogel (m)       | Zilver    | 11 punten   |
| Auguste Van de Verre | vast vogeldoel, grote vogel (m)       | 6e        | 3 punten    |
| Edmond Van Moer | vast vogeldoel, grote vogel (m)       | 4e        | 6 punten    |
| Edmond Cloetens Firmin Flamand Joseph Hermans Louis van de Perck Auguste van de Verre Edmond Van Moer                             | vast vogeldoel, grote vogel team (m)  | Goud      | 31 punten   |
| Edmond Cloetens | vast vogeldoel, kleine vogel (m)      | 5e        | 4 punten    |
| Firmin Flamand | vast vogeldoel, kleine vogel (m)      | 4e        | 5 punten    |
| Joseph Hermans | vast vogeldoel, kleine vogel (m)      | Brons     | 6 punten    |
| Louis Van De Perck | vast vogeldoel, kleine vogel (m)      | Zilver    | 8 punten    |
| Auguste Van de Verre | vast vogeldoel, kleine vogel (m)      | 6e        | 1 punt      |
| Edmond Van Moer | vast vogeldoel, kleine vogel (m)      | Goud      | 11 punten   |
| Edmond Cloetens Firmin Flamand Joseph Hermans Louis Van De Perck Auguste Van de Verre Edmond Van Moer                             | vast vogeldoel, kleine vogel team (m) | Goud      | 25 punten   |
| Hubert Van Innis | bewegend vogeldoel, 50m (m)           | Zilver    | 106 punten  |
| Alphonse Allaert Hubert Van Innis Edmond De Knibber Louis Delcon Jérome De Maeyer Pierre Van Thielt Louis Fierens Louis Van Beeck | bewegend vogeldoel, 50m team (m)      | Goud      | 2701 punten |
| Hubert Van Innis | bewegend vogeldoel, 33m (m)           | Goud      | 139 punten  |
| Alphonse Allaert Hubert Van Innis Edmond De Knibber Louis Delcon Jérome De Maeyer Pierre Van Thielt Louis Fierens Louis Van Beeck | bewegend vogeldoel, 33m team (m)      | Goud      | 2958 punten |
| Hubert Van Innis | bewegend vogeldoel, 28m (m)           | Goud      | 172 punten  |
| Alphonse Allaert Hubert Van Innis Edmond De Knibber Louis Delcon Jérome De Maeyer Pierre Van Thielt Louis Fierens Louis Van Beeck | bewegend vogeldoel, 28m team (m)      | Zilver    | 2924 punten |

### Gewichtheffen
| Olympiër           | Discipline  | Resultaat | Prestatie |
| ------------------ | ----------- | --------- | --- |
| Frans De Haes      | -60kg (m)   | Goud      | trekken: 1e met 60 kg (OR) 1-handig stoten: 1e met 65 kg (OR) 2-handig stoten: 1e met 95 kg (OR) totaal: 220 kg |
| Louis De Haes      | -60kg (m)   | 7e        | trekken:8e met 45 kg 1-handig stoten: 6e met 60 kg 2-handig stoten: 6e met 85 kg totaal: 190 kg                 |
| Louis Williquet    | -62,5kg (m) | Zilver    | trekken: 2e met 60 kg 1-handig stoten: 1e met 75 kg (OR) 2-handig stoten: 2e met 105 kg totaal: 240 kg          |
| Florimond Rooms    | -62,5kg (m) | Brons     | trekken: 4e met 55 kg 1-handig stoten: 3e met 70 kg 2-handig stoten: 2e met 105 kg totaal: 230 kg               |
| Georges de Proft   | -75kg (m)   | DNF       | trekken: 3e met 55 kg 1-handig stoten: 4e met 65 kg 2-handig stoten: geen geldige poging                        |
| Marcel Marchand    | -75kg (m)   | 7e        | trekken: 3e met 55 kg 1-handig stoten: 9e met 55 kg 2-handig stoten: 8e met 95 kg totaal: 205 kg                |
| Lionel van de Roye | -82,5kg (m) | 8e        | trekken: 9e met 57,5 kg 1-handig stoten: 8e met 65 kg 2-handig stoten: 7e met 105 kg totaal: 227,5 kg           |

### Gymnastiek
| Olympiër | Discipline                  | Resultaat | Prestatie      |
| --- | --------------------------- | --------- | -------------- |
| Frans Gibens | meerkamp individueel (m)    | 11e       | 83,08 punten   |
| Félicien Kempeneers | meerkamp individueel (m)    | 4e        | 86,25 punten   |
| Charles Lannie | meerkamp individueel (m)    | 19e       | 78,95 punten   |
| François Verboven | meerkamp individueel (m)    | 17e       | 80,42 punten   |
| Julianus Wagemans | meerkamp individueel (m)    | 9e        | 83,58 punten   |
| Eugène Auwerkerken Théophile Bauer François Claessens Auguste Cootmans Frans Gibens Albert Haepers Dominique Jacobs Félicien Kempeneers Jules Labéeu Hubert Lafortune Auguste Landrieu Charles Lannie Constant Loriot Ferdinand Minnaert Nicolas Moerloos Louis Stoop Jean van Guysse Alphonse van Mele François Verboven Jean Verboven Julien Verdonck Joseph Verstraeten Georges Vivex Julianus Wagemans | meerkamp team (m)           | Zilver    | 346,765 punten |
| Paul Arets Léon Bronckaert Léopold Clabots Jean Claessens Léon Darrien Lucien Dehoux Ernest Deleu Emil Duboisson Ernest Dureuil Joseph Fiems Marcel Hansen Louis Henin Omer Hoffman Félix Logiest Charles Marschalcke René Paenhuysen Arnold Pierrot René Pinchart Gaspar Pirotte Augusten Pluyes Léopold Son Edouard Taeymans Pierre Thitiar Henri Verhavert                                              | meerkamp Zweeds systeem (m) | Brons     | 1094,00 punten |

### Hockey
Aan de hockeywedstrijden namen 14 deelnemers deel.
| Olympiër | Discipline | Resultaat | Prestatie                                                                              |
| --- | ---------- | --------- | -------------------------------------------------------------------------------------- |
| André Becquet Pierre Chibert Raoul Daufresne de la Chevalerie Fernand de Montigny Charles Delelienne Louis Diercxsens Robert Gevers Adolphe Goemaere Charles Guiette Raymond Keppens René Strauwen Pierre Valcke Maurice Van den Bemden Jean Van Nerom | mannen     | Brons     | groepsfase: 3e W van Frankrijk: 3-2 V van Groot-Brittannië: 1-12 V van Denemarken: 2-5 |

| Groep A |                  |             |             |             |             |            |            |            |        |
| #       | Land             | Wedstrijden | Wedstrijden | Wedstrijden | Wedstrijden | Doelpunten | Doelpunten | Doelpunten | Punten |
| #       | Land             | GW          | W           | G           | V           | V          | T          | Saldo      | Punten |
| 1       | Groot-Brittannië | 3           | 3           | 0           | 0           | 17         | 2          | +15        | 6      |
| 2       | Denemarken       | 3           | 2           | 0           | 1           | 15         | 8          | +7         | 4      |
| 3       | België           | 3           | 1           | 0           | 2           | 6          | 19         | −13        | 2      |
| 4       | Frankrijk        | 3           | 0           | 0           | 3           | 3          | 12         | −9         | 0      |

| Ronde       | Datum     | Plaats           | Land  | Score     | Land |
| ----------- | --------- | ---------------- | ----- | --------- | ---- |
| groepsfase  |           |                  |       |           |      |
| 1 september | Antwerpen | België           | 3 – 2 | Frankrijk |      |
| 3 september | Antwerpen | Groot-Brittannië | 12-1  | België    |      |
| 5 september | Antwerpen | Denemarken       | 5-2   | België    |      |

### IJshockey
Aan het ijshockey namen 7 deelnemers deel, waarvan de namen onbekend zijn.
| Olympiër | Discipline | Resultaat | Prestatie                      |
| --- | ---------- | --------- | ------------------------------ |
| Maurice Deprez Paul Goeminne Jean-Maurice Goossens Paul Loicq Philippe Van Volckxsom Gaston Van Volxem François Vergult | mannen     | 7e        | kwartfinale: V van Zweden: 0-8 |

### Kunstrijden
Aan de kunstrijdwedstrijden namen 2 deelnemers deel.
| Olympiër                          | Discipline | Resultaat | Prestatie   |
| --------------------------------- | ---------- | --------- | ----------- |
| Gérardine Herbos Georges Wagemans | paarrijden | 6e        | 41,5 punten |

### Paardrijden
In de paardensport namen 19 deelnemers deel, waarvan er 16 namen te herleiden zijn.
| Olympiër                                                                   | Discipline  | Resultaat | Prestatie |
| Dressuur                                                                   | Dressuur    | Dressuur  | Dressuur |
| -------------------------------------------------------------------------- | ----------- | --------- | --- |
| Emmanuel de Blommaert                                                      | individueel | 11e       | 20,4373 punten |
| Gaston de Trannoy                                                          | individueel | 7e        | 23,1250 punten |
| Eventing                                                                   |             |           | |
| Jules Bonvalet                                                             | individueel | 12e       | crosscountry 50 km: 8e met 885,50 punten crosscountry 20 km: 19e met 255 punten springconcours: 6e met 252,5 punten totaal: 1392,50 punten  |
| Oswald Lints                                                               | individueel | 10e       | crosscountry 50 km: 1e met 900 punten crosscountry 20 km: 1e met 615 punten springconcours: 15e met 0 punten totaal: 1515,00 punten         |
| Jacques Misonne                                                            | individueel | 17e       | crosscountry 50 km: 18e met 765 punten crosscountry 20 km: 13e met 480 punten springconcours: 13e met 37,5 punten totaal: 1282,50 punten    |
| Roger Moeremans d'Emaüs                                                    | individueel | 4e        | crosscountry 50 km: 17e met 787,50 punten crosscountry 20 km: 3e met 600 punten springconcours: 5e met 265 punten totaal: 1652,50 punten    |
| Jules Bonvalet Oswald Lints Jacques Misonne Roger Moeremans d'Emaüs        | team        | Brons     | crosscountry 50 km: 4e met 2572,50 punten crosscountry 20 km: 3e met 1470 punten springconcours: 3e met 517,5 punten totaal: 4560,00 punten |
| Springconcours                                                             |             |           | |
| Jules Bonvalet                                                             | individueel | 15e       | 10 strafpunten |
| Ghislain de Briey                                                          | individueel | 21e       | 13,5 strafpunten |
| Ferdinand de la Serna                                                      | individueel | 5e        | 6 strafpunten |
| Jacques Misonne                                                            | individueel | 25e       | 23,25 strafpunten |
| Roger Moeremans d'Emaüs                                                    | individueel | 7e        | 7 strafpunten |
| André Coumans Herman de Gaiffier d'Hestroy Herman d'Oultromont Henri Laame | team        | Zilver    | 16,25 strafpunten |
| Voltige                                                                    |             |           | |
| Daniel Bouckaert                                                           | individueel | Goud      | 30,5 punten |
| Victor Claes                                                               | individueel | 8e        | 26,163 punten |
| Louis Finet                                                                | individueel | Brons     | 29 punten |
| Albert van Cauwenberg                                                      | individueel | 6e        | 26,666 punten |
| Maurice Van Ranst                                                          | individueel | 4e        | 28 punten |
| van Schauwenbroeck                                                         | individueel | 5e        | 27,250 punten |
| Daniel Bouckaert Louis Finet Maurice Van Ranst                             | team        | Goud      | 87,5 punten |

### Polo
Aan de polowedstrijden namen 4 deelnemers deel.
| Olympiër                                                                       | Discipline | Resultaat | Prestatie                                                                              |
| ------------------------------------------------------------------------------ | ---------- | --------- | -------------------------------------------------------------------------------------- |
| Alfred Grisar Maurice Lysen Gaston Peers de Nieuwburgh Clément Van Der Straten | team       | 4e        | halve finale: V van Groot-Brittannië: 3-8 bronzen finale: V van Verenigde Staten: 3-11 |

### Roeien
| Olympiër | Discipline      | Resultaat | Prestatie              |
| --- | --------------- | --------- | ---------------------- |
| Jacques Haller | skiff (m)       | series    | serie 2: 3e            |
| Georges Léonet Ernest Sadzawka | dubbel-twee (m) | 5e        | serie 1: 2e in 7.34,4  |
| Georges Van Den Bossche Oscar Van Den Bossche René Van Damme (stuurman)                                                                             | twee-met (m)    | 4e        | serie 1: 2e in 8.25,0  |
| Adrien Dhondt Robert De Mulder Léon Vleurinck Jean van Silfhout Raphael de Ligne (stuurman)                                                         | vier-met (m)    | series    | serie 2: 2e in 7.40,0  |
| Daniel Clarembaux Julien Crickx Gustave De Mulder Joseph Hermans Charles Lalemand Maurice Requillé René Smet Félix Taymans Joseph Crickx (stuurman) | acht (m)        | 7e        | serie 3: 2e in 6.40,00 |

### Schermen
Aan de schermwedstrijden namen 23 deelnemers deel, waarvan er 19 namen te herleiden zijn.
| Olympiër | Discipline      | Resultaat    | Prestatie                                                                                     |
| --- | --------------- | ------------ | --------------------------------------------------------------------------------------------- |
| Victor Boin | degen (m)       | kwartfinale  | 1e ronde groep C: 3e (4-2) kwartfinale D: 8e (3-7)                                            |
| Joseph de Craecker | degen (m)       | kwartfinale  | 1e ronde groep E: 3e (4-4) kwartfinale A: 7e (5-5)                                            |
| Fernand de Montigny | degen (m)       | halve finale | 1e ronde groep H: 1e (7-1) kwartfinale D: 3e (6-4) halve finale A: 7e (4-7)                   |
| Maurice Dewee | degen (m)       | halve finale | 1e ronde groep B 2e (4-3) kwartfinale C: 3e (6-5) halve finale B: 10e (3-8)                   |
| Charles Delporte | degen (m)       | 6e           | 1e ronde groep G: 1e (6-2) kwartfinale A: 6e (5-5) halve finale A: 5e (4-7) finale: 10e (3-8) |
| Ernest Gevers | degen (m)       | 4e           | 1e ronde groep D: 4e (4-5) kwartfinale C: 3e (6-5) halve finale B: 1e (7-4) finale: 4e (6-5)  |
| Félix Goblet | degen (m)       | 6e           | 1e ronde groep A: 1e (8-1) kwartfinale B: 5e (5-3) halve finale B: 2e (6-5) finale: 10e (3-8) |
| Léon Tom | degen (m)       | 1e ronde     | 1e ronde groep F: 7de (2-5)                                                                   |
| Paul Anspach Victor Boin Joseph de Craecker Fernand de Montigny Maurice de Wee Ernest Gevers Félix Goblet Philippe le Hardy Léon Tom | degen team (m)  | Zilver       | 1e ronde groep B: 1e (4-1) finale: 2e (4-1)                                                   |
| Marcel Berré | floret (m)      | 1e ronde     | 1e ronde groep F: 4e (2-4)                                                                    |
| Charles Crahay | floret (m)      | halve finale | 1e ronde groep E: 2e (3-1) halve finale C: 4e (2-3)                                           |
| Marcel Cuypers | floret (m)      | halve finale | 1e ronde groep D: 2e (6-2) halve finale B: 4e (2-3)                                           |
| Fernand de Montigny | floret (m)      | 6e           | 1e ronde groep H: 1e (5-0) halve finale C: 1e (4-1) finale: 6e (6-5)                          |
| Robert de Schepper | floret (m)      | halve finale | 1e ronde groep G: 3e (3-2) halve finale A: 5e (1-4)                                           |
| Emile Dufrane | floret (m)      | 1e ronde     | 1e ronde groep C: 4e (3-3)                                                                    |
| Charles Pape | floret (m)      | 1e ronde     | 1e ronde groep B: 6e (3-5)                                                                    |
| Jean Verbrugge | floret (m)      | 1e ronde     | 1e ronde groep A: 2e (5-1) halve finale D: 5e (1-4)                                           |
| Marcel Berré Charles Crahay Marcel Cuypers Fernand de Montigny Émile de Schepper Robert Hennet Charles Pape Léon Tom                 | floret team (m) | series       | 1e ronde groep A: 4e (1-4)                                                                    |
| Robert Feyerick | sabel (m)       | halve finale | 1e ronde groep C: 2e (3-3) halve finale B: 5e (3-3)                                           |
| Félix Goblet | sabel (m)       | halve finale | 1e ronde groep B: 3e (4-3) halve finale B: 7e (0-6)                                           |
| Robert Hennet | sabel (m)       | 7e           | 1e ronde groep E: 2e (5-3) halve finale C: 4e (3-3) finale: 7e (5-6)                          |
| Alexis Simonson | sabel (m)       | series       | 1e ronde groep A: 7e (1-6)                                                                    |
| Léon Tom | sabel (m)       | 6e           | 1e ronde groep D: 1e (6-1) halve finale A: 2e (4-2) finale: 6e (5-6)                          |
| Pierre Calle Charles Delporte Harry Dombeeck Robert Feyerick Robert Hennet Alexis Simonson Léon Tom                                  | sabel team (m)  | 4e           | finale: 4e (4-3)                                                                              |

### Schietsport
| Olympiër                                                                                           | Discipline                                | Resultaat | Prestatie   |
| -------------------------------------------------------------------------------------------------- | ----------------------------------------- | --------- | ----------- |
| Louis Andrieu                                                                                      | 50m geweer (m)                            | onbekend  |             |
| Philippe Cammaerts                                                                                 | 50m geweer (m)                            | onbekend  |             |
| Victor Robert                                                                                      | 50m geweer (m)                            | onbekend  |             |
| Paul Van Asbroeck                                                                                  | 50m geweer (m)                            | onbekend  |             |
| Norbert Van Molle                                                                                  | 50m geweer (m)                            | onbekend  |             |
| Louis Andrieu Philippe Cammaerts Victor Robert Paul Van Asbroeck Norbert Van Molle                 | 50m geweer team (m)                       | 6e        | 1785 punten |
| Conrad Adriaenssens Arthur Balbaert Joseph Haesaerts François Heyens Paul Van Asbroeck             | vrij geweer team (m)                      | 12e       | 3936 punten |
| Conrad Adriaenssens Joseph Janssens Vincent Libert Louis Ryskens Paul Van Asbroeck                 | 300m militair geweer liggend team (m)     | 14e       | 264 punten  |
| Joseph Janssens                                                                                    | 300m militair geweer staand (m)           | 5e        | 54 punten   |
| Conrad Adriaenssens Joseph Janssens Vincent Libert Louis Ryskens Paul Van Asbroeck                 | 300m militair geweer staand team (m)      | 12e       | 217 punten  |
| Conrad Adriaenssens Arthur Balbaert François Ceulemans Joseph Haesaerts Paul Van Asbroeck          | 600m militair geweer liggend team (m)     | 10e       | 264 punten  |
| Conrad Adriaenssens Arthur Balbaert François Ceulemans Joseph Haesaerts Paul Van Asbroeck          | 300+600m militair geweer liggend team (m) | 14e       | 469 punten  |
| Robert Andrieux Jules Bastin Philippe Cammaerts Léon De Coster Paul Van Asbroeck Norbert Van Molle | 30m militair pistool team (m)             | 7e        | 1221 punten |
| Paul Van Asbroeck                                                                                  | 50m vrij pistool (m)                      | 7e        | 466 punten  |
| Conrad Adriaenssens Arthur Balbaert Joseph Haesaerts François Heyens Paul Van Asbroeck             | 50m vrij pistool team (m)                 | 5e        | 2229 punten |
| Albert Bosquet                                                                                     | trap (m)                                  | 9e        | 84 punten   |
| Émile Dupont                                                                                       | trap (m)                                  | 9e        | 84 punten   |
| Henri Quersin                                                                                      | trap (m)                                  | 7e        | 85 punten   |
| Albert Bosquet Joseph Cogels Émile Dupont Edouard Fesinger Henri Quersin Louis Van Tilt            | trap team (m)                             | Zilver    | 503 punten  |

### Schoonspringen
Het schoonspringen wordt in het officiële rapport bij het zwemmen ingedeeld, waarin 21 deelnemers deelnamen, waaronder twee schoonspringers.
| Olympiër        | Discipline     | Resultaat | Prestatie                                          |
| --------------- | -------------- | --------- | -------------------------------------------------- |
| Joseph Callens  | 3m plank (m)   | 12e       | groep 1: 6e met 30 punten                          |
| Joseph De Sonay | hoogduiken (m) | 22e       | groep 3: 7e met 35 punten                          |
| Fernand Sauvage | hoogduiken (m) | 7e        | groep 1: 3e met 17 punten finale: 7e met 34 punten |

### Tennis
| Olympiër                             | Discipline     | Resultaat | Prestatie |
| ------------------------------------ | -------------- | --------- | --- |
| Victor de Laveleye                   | enkelspel (m)  | 17e       | 1e ronde: W van NOR Langaard: 6-2, 2-6, 6-3, 6-3 2e ronde: V van JPN Kumagae: 0-6, 1-6, 0-6                                                                       |
| Albert Lammens                       | enkelspel (m)  | 9e        | 1e ronde: W van SUI Syz: 6-3, 6-4, 3-6, 7-5 2e ronde: W van SWE von Braun: 6-2, 6-1, 6-1 3e ronde: V van JPN Kumagae: 5-7, 1-6, 4-6                               |
| Maurice van den Bemden               | enkelspel (m)  | 17e       | 1e ronde: vrij 2e ronde: V van RSA Raymond: 5-7, 1-6, 6-4, 1-6 |
| Jean Washer                          | enkelspel (m)  | 9e        | 1e ronde: vrij 2e ronde: W van AUS Thomas: 6-1, 6-3, 3-6, 6-4 3e ronde: V van RSA Winslow: 6-8, 4-6, 1-6                                                          |
| Albert Lammens Jean Washer           | dubbelspel (m) | 9e        | 1e ronde: W van SWE Malmström/von Braun: 6-2, 6-4, 6-3 2e ronde: V van JPN Kumagae/Kashio: 1-6, 4-6, 4-6                                                          |
| André Laloux François Laloux         | dubbelspel (m) | 17e       | 1e ronde: V van TCH Žemla/Ardelt: 2-6, 4-6, 4-6 |
| Eugène Grisar Maurice van den Bemden | dubbelspel (m) | 17e       | 1e ronde: V van FRA Samazeuilh/Lawton: 4-6, 3-6, 3-6 |
| Victor de Laveleye Stéphane Halot    | dubbelspel (m) | 17e       | 1e ronde: V van ESP Fernández de Liencres/de Satrústegui: 5-7, 3-6, 6-1, 4-6                                                                                      |
| Fernande Arendt                      | enkelspel (v)  | 5e        | 1e ronde: vrij 2e ronde: walk-over kwartfinale: V van GBR Holman: 2-6, 3-6                                                                                        |
| Anne de Borman                       | enkelspel (v)  | 5e        | 1e ronde: vrij 2e ronde: walk-over kwartfinale: V van SWE Fick: 4-6, 6-8                                                                                          |
| Marthe Dupont                        | enkelspel (v)  | 17e       | van DEN Brehm: 3-6, 4-6 |
| Marie Storms                         | enkelspel (v)  | 17e       | 1e ronde: V van FRA Lenglen: 0-6, 0-6 |
| Fernande Arendt Marie Storms         | dubbelspel (v) | 4e        | 1e ronde: vrij kwartfinale: W van DEN Brehm/Hansen: 1-6, 1-6 halve finale: V van GBR Beamish/Holman: 1-6, 1-6 bronzen finale: V van FRA d'Ayen/Lenglen: walk-over |
| Marthe Dupont Marguerite Chaudoir    | dubbelspel (v) | 5e        | 1e ronde: W van BEL Jones/Laurenan: 6-3, 2-6, 6-2 kwartfinale: V van GBR McNair/McKane: 2-6, 5-7                                                                  |
| Anne de Borman Lucienne Tschagenny   | dubbelspel (v) | 5e        | 1e ronde: vrij kwartfinale: V van GBR Beamish/Holman: 2-6, 4-6 |
| Marie Jones Suzanne Laurenan         | dubbelspel (v) | 9e        | 1e ronde: V van BEL Du Pont/Chaudoir: 3-6, 6-2, 2-6 |
| Albert Lammens Marguerite Chaudoir   | dubbelspel (g) | 5e        | 1e ronde: vrij 2e ronde: W van FRA Blanchy/Vaussard: 4-6, 7-5, 6-3 kwartfinale: V van FRA Décugis/Lenglen: 6-3, 1-6, 1-6                                          |
| Stéphane Halot Marie Storms          | dubbelspel (g) | 5e        | 1e ronde: vrij 2e ronde: W van ITA Colombo/Gagliardi: 8-6, 6-3 kwartfinale: V van TCH Skrbková/Žemla: 5-7, 3-6                                                    |
| Anne de Borman Jean Washer           | dubbelspel (g) | 9e        | 1e ronde: vrij 2e ronde: V van DEN Hansen/Tegner: 6-4, 6-8, 3-6                                                                                                   |
| Marthe Dupont François Laloux        | dubbelspel (g) | 9e        | 1e ronde: vrij 2e ronde: V van TCH Skrbková/Žemla: 5-7, 4-6 |

### Touwtrekken
Aan het touwtrekken namen 8 deelnemers deel, en maakten deel uit van de 21 deelnemers in de atletiek.
| Olympiër | Discipline | Resultaat | Prestatie |
| --- | ---------- | --------- | --- |
| Édouard Bourguignon Alphonse Ducatillon Remy Maertens Christin Piek Henri Pintens Charles Van Den Broeck François Van Hoorenbeek Gustaaf Wuyts | team       | Brons     | halve finale: V van Groot-Brittannië: 0-2 zilveren halve finale: W van Verenigde Staten: 2-0 zilveren finale: V van Nederland: 0-2 bronzen finale: W van Verenigde Staten: 2-0 |

### Voetbal
Aan de voetbalwedstrijden namen 14 deelnemers deel. De trainer van de ploeg was Raoul Daufresne de la Chevalerie.
| Olympiër | Discipline | Resultaat | Prestatie |
| --- | ---------- | --------- | --- |
| Félix Balyu Désiré Bastin Mathieu Bragard Jean De Bie Robert Coppée André Fierens Emile Hanse Georges Hebdin Henri Larnoe Joseph Musch Armand Swartenbroeks Fernand Nisot Louis Van Hege Oscar Verbeeck | mannen     | Goud      | 1e ronde: vrij kwartfinale: W van Spanje: 3-1 halve finale: W van Nederland: 3-0 finale: W van Tsjechië: 2-0 |

### Waterpolo
Waterpolo wordt in het officiële rapport bij het zwemmen ingedeeld, waarin 21 deelnemers uitkwamen. Acht namen zijn te herleiden.
| Olympiër                                                                                                   | Discipline | Resultaat | Prestatie |
| --- | ---------- | --------- | --- |
| Gérard Blitz René Bauwens Maurice Blitz Pierre Dewin Albert Durant Paul Gailly Pierre Nijs Joseph Pletincx | mannen     | Zilver    | 1e ronde: W van Zwitserland: 11-0 kwartfinale: W van Nederland: 2-1 halve finale: W van Zweden: 5-3 finale: V van Groot-Brittannië: 2-3 zilveren finale: W van Verenigde Staten: 7-2 |

### Wielersport
Aan de wielerwedstrijden namen 15 deelnemers deel, waarvan er 7 namen zijn te herleiden.
| Olympiër                                                                    | Discipline                    | Resultaat   | Prestatie                                                                              |
| Baan                                                                        | Baan                          | Baan        | Baan                                                                                   |
| --------------------------------------------------------------------------- | ----------------------------- | ----------- | -------------------------------------------------------------------------------------- |
| Binard                                                                      | sprint (m)                    | kwartfinale | serie 3: 2e kwartfinale 8: 3e herkansingen: 3e                                         |
| Léonard Daghelinckx                                                         | sprint (m)                    | kwartfinale | serie 4: 1e in 13,2 kwartfinale 6: 3e herkansingen: 2e                                 |
| L'Empereur                                                                  | sprint (m)                    | kwartfinale | serie 5: 2e kwartfinale 2: 3e herkansingen: 2e                                         |
| John Verhoeven                                                              | sprint (m)                    | kwartfinale | serie 11: 1e in 13,2 kwartfinale 4: 3e herkansingen: 3e                                |
| Bernard Janssens Albert De Bunne Gustave De Schryver Charles Van Doorselaer | ploegenachtervolging (m)      | 4e          | serie 2: W van Verenigde Staten: 6.18,4 halve finale 1: V van Groot-Brittannië: 5.14,0 |
| Léonard Daghelinckx John Verhoeven                                          | tandem (m)                    | kwartfinale | kwartfinale 2: 2e                                                                      |
| Gustave Claessen Frans Verschueren                                          | tandem (m)                    | DNF         | kwartfinale 4: niet gefinisht                                                          |
| Charles Cadron                                                              | 50km (m)                      | 8e          |                                                                                        |
| Félix Dockx                                                                 | 50km (m)                      | DNF         | niet gefinisht                                                                         |
| Gustave De Schryver                                                         | 50km (m)                      | 8e          |                                                                                        |
| Henry George                                                                | 50km (m)                      | Goud        | 1:16.43,2                                                                              |
| Weg                                                                         |                               |             |                                                                                        |
| Albert De Bunné                                                             | tijdrit (m)                   | 5e          | 4:45.23,4                                                                              |
| Bernard Janssens                                                            | tijdrit (m)                   | 4e          | 4:44.20,6                                                                              |
| André Vercruysse                                                            | tijdrit (m)                   | 15e         | 4:55.41,4                                                                              |
| Albert Wyckmans                                                             | tijdrit (m)                   | 23e         | 5:03.19,0                                                                              |
| Albert De Bunne Bernard Janssens André Vercruysse Albert Wyckmans           | ploegenklassement tijdrit (m) | Brons       | 19:28.44,4                                                                             |

### Worstelen
Aan de worstelwedstrijden namen 15 deelnemers deel, waarvan er 3 namen zijn te herleiden.
| Olympiër            | Discipline  | Resultaat   | Prestatie |
| Vrije stijl         | Vrije stijl | Vrije stijl | Vrije stijl |
| ------------------- | ----------- | ----------- | --- |
| Auguste Thijs       | -61kg (m)   | 4e          | 1e ronde: vrij kwartfinale: vrij halve finale: V van FIN Anttila bronzen finale: V van GBR Wright |
| Pierre Derkinderen  | -69kg (m)   | 5e          | 1e ronde: vrij 2e ronde: W van EGY Rahmy kwartfinale: V van FIN Penttala |
| Frits Janssens      | -69kg (m)   | 5e          | 1e ronde: vrij 2e ronde: W van FRA Angelot kwartfinale: V van FIN Leino |
| Hyacinthe Roosen    | -80kg (m)   | 9e          | 1e ronde: V van FIN Gallén |
| Henri Snoeck        | -80kg (m)   | 9e          | 1e ronde: V van RSA van Rensburg |
| Grieks-Romeins      |             |             | |
| Alexandre Boumans   | -60kg (m)   | 5e          | 1e ronde: W van NED Roels 2e ronde: W van ITA Vaglio kwartfinale: W van ITA Porro halve finale: V van FIN Friman zilveren halve finale: W van USA Gallery zilveren finale: V van FIN Kähkönen bronzen halve finale: V van SWE Svensson      |
| Henri Dierickx      | -60kg (m)   | 17e         | 1e ronde: V van EST Pütsep |
| Frits Janssens      | -69kg (m)   | 4e          | 1e ronde: vrij 2e ronde: W van USA Swigart kwartfinale: V van FIN Väre zilveren kwartfinale: W van DEN Christiansen zilveren halve finale: V van FIN Tamminen bronzen halve finale: W van NOR Frydenlund bronzen finale: V van NOR Andersen |
| Auguste Savonnet    | -69kg (m)   | 10e         | 1e ronde: vrij 2e ronde: V van DEN Frisenfeldt |
| Oscar Cornelis      | -75kg (m)   | 18e         | 1e ronde: V van FIN Perttilä |
| M. Vanderleenden    | -75kg (m)   | 5e          | 1e ronde: vrij 2e ronde: W van USA Zanolini kwartfinale: V van SWE Westergren zilveren kwartfinale: W van LUX Dechmann zilveren halve finale: V van FIN Perttilä                                                                            |
| Henri Snoeck        | -82,5kg (m) | 7e          | 1e ronde: vrij 2e ronde: W van TCH Kocián kwartfinale: V van NED Sint |
| Émile Walhem        | -82,5kg (m) | 6e          | 1e ronde: vrij 2e ronde: W van ITA Cardinale kwartfinale: W van FIN Rajala halve finale: V van NED Sint |
| Eduard van den Bril | +82,5kg (m) | 13e         | 1e ronde: vrij 2e ronde: V van SWE Nilsson |

### Zeilen
Aan de zeilwedstrijden namen 14 deelnemers deel in vier boten, waarvan er 11 namen in drie boten zijn te herleiden.
| Olympiër                                                                             | Discipline | Resultaat | Prestatie            |
| ------------------------------------------------------------------------------------ | ---------- | --------- | -------------------- |
| Frédéric Bruynseels Émile Cornellie Florimond Cornellie                              | 6m (1907)  | Goud      | 5 punten: (2-1-2)    |
| Raymond Bauwens Louis Depière Willy Valcke                                           | 6m (1907)  | 4e        | 11 punten: (3-3-3-2) |
| Léon Huybrechts John Klotz Charles van den Bussche                                   | 6m (1919)  | Zilver    | 5 punten: (2-2-1)    |
| Willy de l'Arbre Albert Grisar Georges Hellebuyck Léopold Standaert Henri Weewauters | 8m (1919)  | Brons     | 9 punten: (3-3-3)    |

### Zwemmen
Aan de zwemwedstrijden nam in totaal 21 deelnemers deel, waaronder ten minste 2 bij het schoonspringen en 8 bij waterpolo (6 namen zijn niet te herleiden).
| Olympiër                                                      | Discipline            | Resultaat    | Prestatie                                  |
| ------------------------------------------------------------- | --------------------- | ------------ | ------------------------------------------ |
| Gérard Blitz                                                  | 100m vrije slag (m)   | series       | serie 4: 7e                                |
| Martial Van Schelle                                           | 100m vrije slag (m)   | series       | serie 3: 4e                                |
| Paul De Backer                                                | 1500m vrije slag (m)  | halve finale | serie 4: 2e in 26.46,4 halve finale 2: 6e  |
| Gérard Blitz                                                  | 100m rugslag (m)      | Brons        | serie 2: 2e in 1.18,6 finale: 3e in 1.19,0 |
| Gaspard Lemaire                                               | 100m rugslag (m)      | series       | serie 1: 3e in 1.28,0                      |
| Félicien Courbet                                              | 200m schoolslag (m)   | series       | serie 4: 7e                                |
| Édouard Henry                                                 | 200m schoolslag (m)   | series       | serie 1: 3e in 3.18,0                      |
| Paul Neeckx                                                   | 200m schoolslag (m)   | halve finale | serie 2: 3e in 3.16,6 halve finale 1: 5e   |
| Edouard Vanhaelen                                             | 200m schoolslag (m)   | series       | serie 3: 3e in 3.22,6                      |
| Félicien Courbet                                              | 400m schoolslag (m)   | series       | serie 2: 3e in 7.20,0                      |
| Édouard Henry                                                 | 400m schoolslag (m)   | series       | serie 3: 5e                                |
| Edouard Vanhaelen                                             | 400m schoolslag (m)   | series       | serie 4: 4e                                |
| René Bauwens Gérard Blitz Joseph Cludts Jean-Pierre Vermetten | 4x200m vrije slag (m) | 6e           | serie 2: 3e in 11.12,2                     |
|                                                               |                       |              |                                            |
| Germaine Van Dievoet                                          | 100m vrije slag (v)   | series       | serie 2: 4e                                |

Argentinië · Australië · België · Brazilië · Brits-Indië · Canada · Chili · Denemarken · Egypte · Estland · Finland · Frankrijk · Griekenland · Groot-Brittannië · Italië · Japan · Joegoslavië · Luxemburg · Monaco · Nederland · Nieuw-Zeeland · Noorwegen · Portugal · Spanje · Tsjecho-Slowakije · Verenigde Staten · Zuid-Afrika · Zweden · Zwitserland